# Country Preacher
Country Preacher – “Live” at Operation Breadbasket è il 12° album live di Julian Cannonball Adderley, pubblicato dalla Capitol Records nel 1969.

## Descrizione
Il disco fu registrato dal vivo nell'Ottobre del 1969 a Chicago in Illinois (Stati Uniti), l'introduzione del concerto fu affidata al reverendo Jesse Jackson.

## Tracce
Lato A
1. Introduction by the Reverend Jesse Jackson/Walk Tall – 5:03 (Esther Marrow, James Rein, Joe Zawinul)
2. Country Preacher – 4:30 (Joe Zawinul)
3. Hummin' – 6:32 (Joe Zawinul)
4. Oh Babe – 4:50 (Julian Cannonball Adderley, Nat Adderley)

Durata totale: 20:55
Lato B
1. Afro-Spanish Omlet
2. The Scene – 2:01 (Joe Zawinul, Nat Adderley)

## Musicisti
Cannonball Adderley Quintet
- Julian Cannonball Adderley - sassofono alto
- Reverendo Jesse Jackson - introduzione
- Nat Adderley - cornetta
- Joe Zawinul - tastiere
- Walter Booker - contrabbasso
- Roy McCurdy - batteria